# Дечен Пем
Дечен Пем (англ. Dechen Pem) — бутанская певица и актриса.

## Биография
Дечен Пем карьеру певицы начала в 1994 году, в том же году на студии звукозаписи «Норлинг Драйянг» был выпущен её дебютный альбом.
В 1993 году Дечен Пем поступила в педагогический институт в Паро, после окончания которого стала работать преподавателем. Однако в 2005 году она вернулась к музыке и кино.

### Личная жизнь
Дечен Пем замужем, имеет двоих детей.

## Музыкография
Final Cry (фильм)
- Phu Ru Ru Ru
- Zamling Miee Bumo

Perfect Girl (фильм)
- Tendre
- Gawai Semten

Norbu My Beloved Yak (фильм)
- Gang Thowai
- Olo Lo Lai
- Gungsa Yala

Golden Cup (фильм)
- Gangchen
- Gesar Shichham

Arunachal Pradesh to Thimphu (фильм)
- So Ya So Ya
- Ha Hu..
- Tawang Bazer

## Фильмография
- Sergyel
- Sem Gai Demtse
- Sem Hingi Sangtam

## Награды
Дечен Пем имеет восемь наград за лучшую фонограмму в фильмах.